# Eino Hjalmar Kuvaja
Eino Hjalmar Kuvaja, född 17 juni 1906 i Kuopio, död 11 december 1975, var en finländsk militär och utövare av nordisk kombination som tävlade under 1920-talet. Han ingick i laget som kom på andra plats i uppvisningsgrenen Militärpatrull i Sankt Moritz 1928 och Garmisch-Partenkirchen 1936.
Kuvaja var under Vinterkriget befäl vid Taipale och under Fortsättningskriget tjänstgjorde han i Tyrjäregementet och 1944 sårades han svårt. Han blev 1952 befordrad till överstelöjtnant och 1956 tog han avsked ur aktiv tjänst.